# Stazione di Bruxelles Schuman
Bruxelles-Schuman (in francese) o Brussel-Schuman (in olandese) è una stazione ferroviaria situata nel centro di Bruxelles (Belgio) e sopra la stazione di Schuman della metropolitana di Bruxelles.
La stazione serve il cosiddetto Quartiere Europeo di Bruxelles.

## Storia
La stazione fu inaugurata il 17 dicembre 1969 per permettere l'interscambio tra la ferrovia Bruxelles-Namur e la stazione della nuova pre-metropolitana, in vista dello sviluppo del Quartiere Europeo.

Nel 2016 la stazione è oggetto di importanti restauri ed innovazioni, per incrementarne la capacità con due nuovi binari, che collegheranno tramite un tunnel la vecchia stazione di Schaerbeek-Josaphat (e di smistamento) sulla linea 26, al fine di offrire un collegamento diretto verso Anversa, Lovanio e la stazione di Bruxelles-aeroporto. Con questo terzo collegamento, la struttura diventerà una delle più grandi stazioni di Bruxelles, con un nuovo tetto di vetro che permetterà l'ingresso nella stazione di più luce durante il giorno.

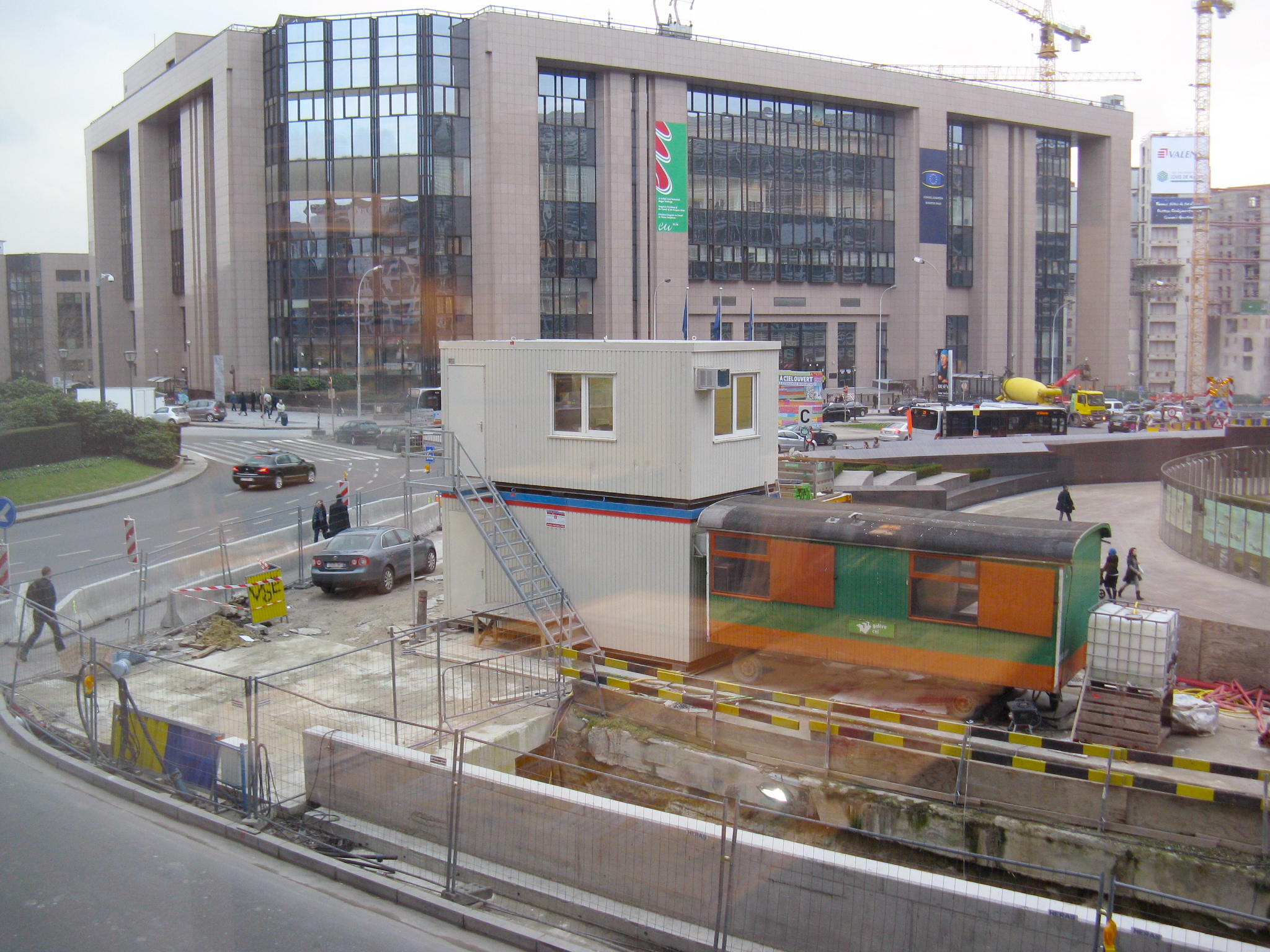
Lavori di rifacimento nell'inverno 2011.
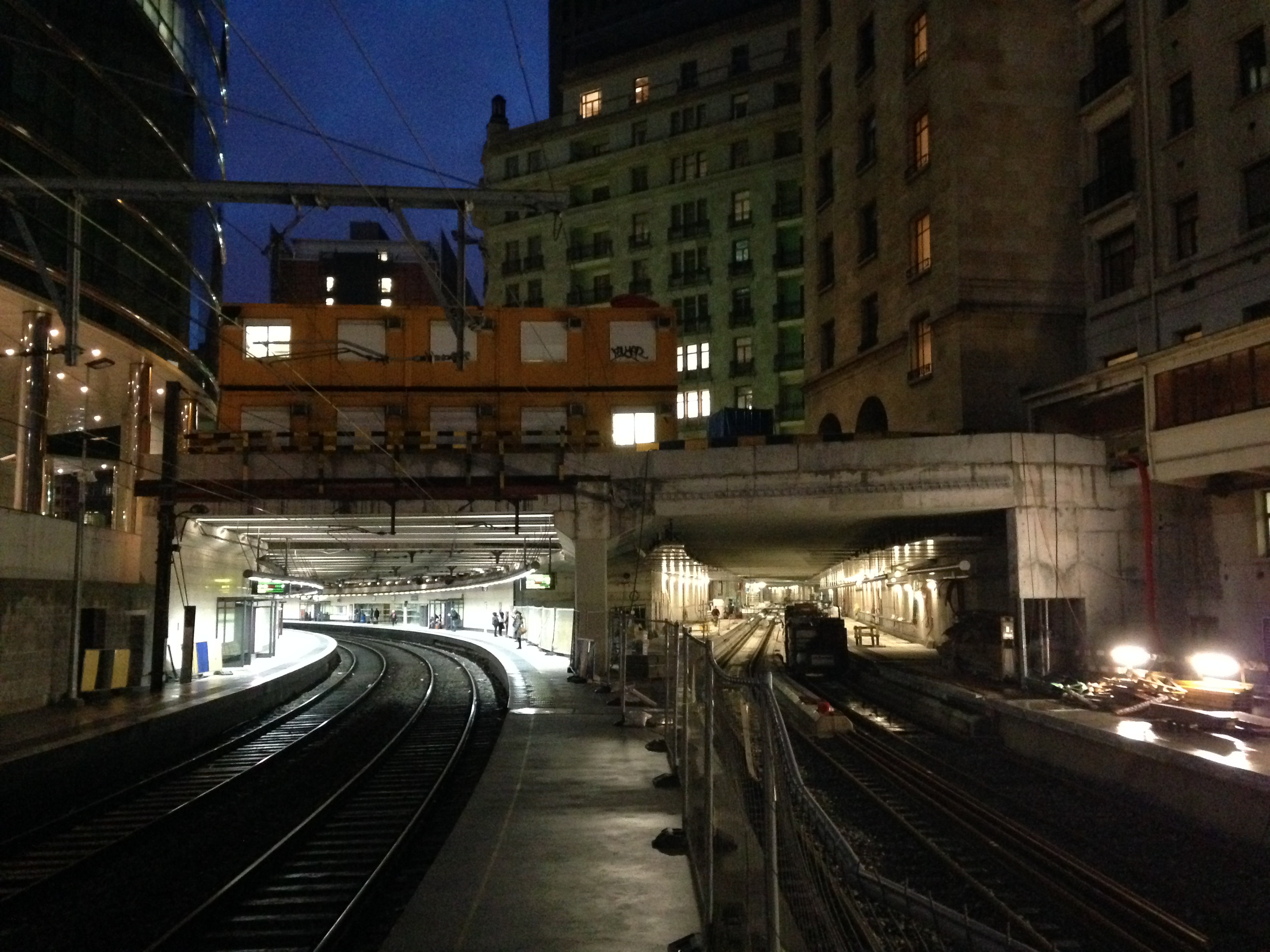
Il nuovo tunnel Schuman-Josaphat in costruzione

## Traffico
La stazione è situata nel centro del Quartiere Europeo di Bruxelles, essendo adiacente al Palazzo Berlaymont (sede della Commissione Europea), il Palazzo Justus Lipsius (Consiglio dell'Unione Europea) e numerosi altri uffici dell'Unione europea.
La stazione prende il nome dalla omonima rotatoria nelle vicinanze, intitolata allo statista Robert Schuman, uno dei padri fondatori dell'Unione europea.
La stazione si trova sulla trafficata Rue de la Loi/Wetstraat e vicino al Parco del CInquantenario.
La stazione ferroviaria è sopraelevata, anche se la parte nord-est è "sotterranea" poiché collegata con una galleria che attraversa una collina.
La biglietteria è situata vicino alla stazione della metropolitana; ad una delle estremità dei marciapiedi della stazione ferroviaria, una scalinata conduce direttamente fino alla stazione di Maelbeek/Maalbeek della metropolitana.

## Trasporto pubblico
I treni che viaggiano tra la stazione di Bruxelles Sud e Namur o Lussemburgo si fermano in questa stazione.
Il codice utilizzato da NMBS/SNCB per la stazione è FBSM.
Il nuovo tunnel Schuman-Josaphat realizzato tra Bruxelles-Schuman e la stazione di Meiser avrebbe dovuto essere aperto nel dicembre 2015, ma a causa di ritardi nei lavori l'inaugurazione è stata posticipata all'aprile 2016.

## Servizi
La stazione dispone di:
- Biglietterie, con sportello e automatiche